# Karl von der Gröben
Karl von der Gröben (Schrengen, 17 settembre 1788 – Marienwerder, 13 luglio 1876) è stato un generale prussiano.

## Biografia
Von der Gröben nacque a Schrengen, nella Prussia orientale (attuale Linkowo, Polonia) e aderì all'esercito prussiano nel 1806.
Egli prestò servizio sotto Anton Wilhelm von L'Estocq nelle guerre napoleoniche della quarta coalizione. Malgrado questo, nel 1812 lasciò l'esercito dopo che la Prussia dovette sottomettersi a Napoleone nella campagna di Russia e preferì invece aderire all'esercito russo. Con gli imperiali prese parte alle battaglie di Lützen e Bautzen, ritornando successivamente al servizio della Prussia dopo la vittoria contro i napoleonici, e venendo promosso dal 1813 al grado di Rittmeister nello staff generale dell'esercito prussiano. Von der Gröben venne ferito alla Battaglia di Dresda e combatté successivamente le battaglie di Kulm e Lipsia.
Nel 1814 combatté nel Lussemburgo e venne nuovamente ferito a Gué-à-Trème. Nel luglio del 1814 venne promosso al rango di Maggiore e combatté nella Battaglia di Ligny e poi in quella di Waterloo l'anno successivo. Divenne quindi Luogotenente Colonnello e prestò servizio nell'alto comando prussiano sul Reno a Coblenza.
Nel 1817 von der Gröben prestò servizio a Breslavia come capo dello staff militare e nel 1824 divenne capo dello staff del II corpo d'armata prussiano. Nel 1829 divenne aiutante personale del principe ereditario (poi asceso al trono col nome di Federico Guglielmo IV di Prussia) e divenne comandante della 3ª brigata di cavalleria nel 1834, passando alla 14ª divisione nel 1838.
Von der Gröben venne promosso Luogotenente Generale nel 1842 e divenne aiutante generale di Federico Guglielmo IV l'anno successivo. Durante le rivoluzioni del 1848 fu comandante del VII corpo d'armata e combatté contro i rivoluzionari a Baden, ottenendo il comando delle armate prussiane del Reno nel 1849.
Nel 1854 divenne senatore e lasciò il proprio incarico nel 1858. Egli visse gli ultimi anni nella propria residenza di Marienwerder (Kwidzyn), dove morì nel 1876.
Gröben aveva sposato Thusnelda von Dörnberg dalla quale aveva avuto cinque figli.